# 283277 Faber
283277 Faber este un asteroid din centura principală de asteroizi.

## Descriere
283277 Faber este un asteroid din centura principală de asteroizi. A fost descoperit pe 13 august 2004 la Cerro Tololo de Larry H. Wasserman. Asteroidul prezintă o orbită caracterizată de o semiaxă mare de 2,42 ua, o excentricitate de 0,16 și o înclinație de 3,2° în raport cu ecliptica.